# 홀로그래피

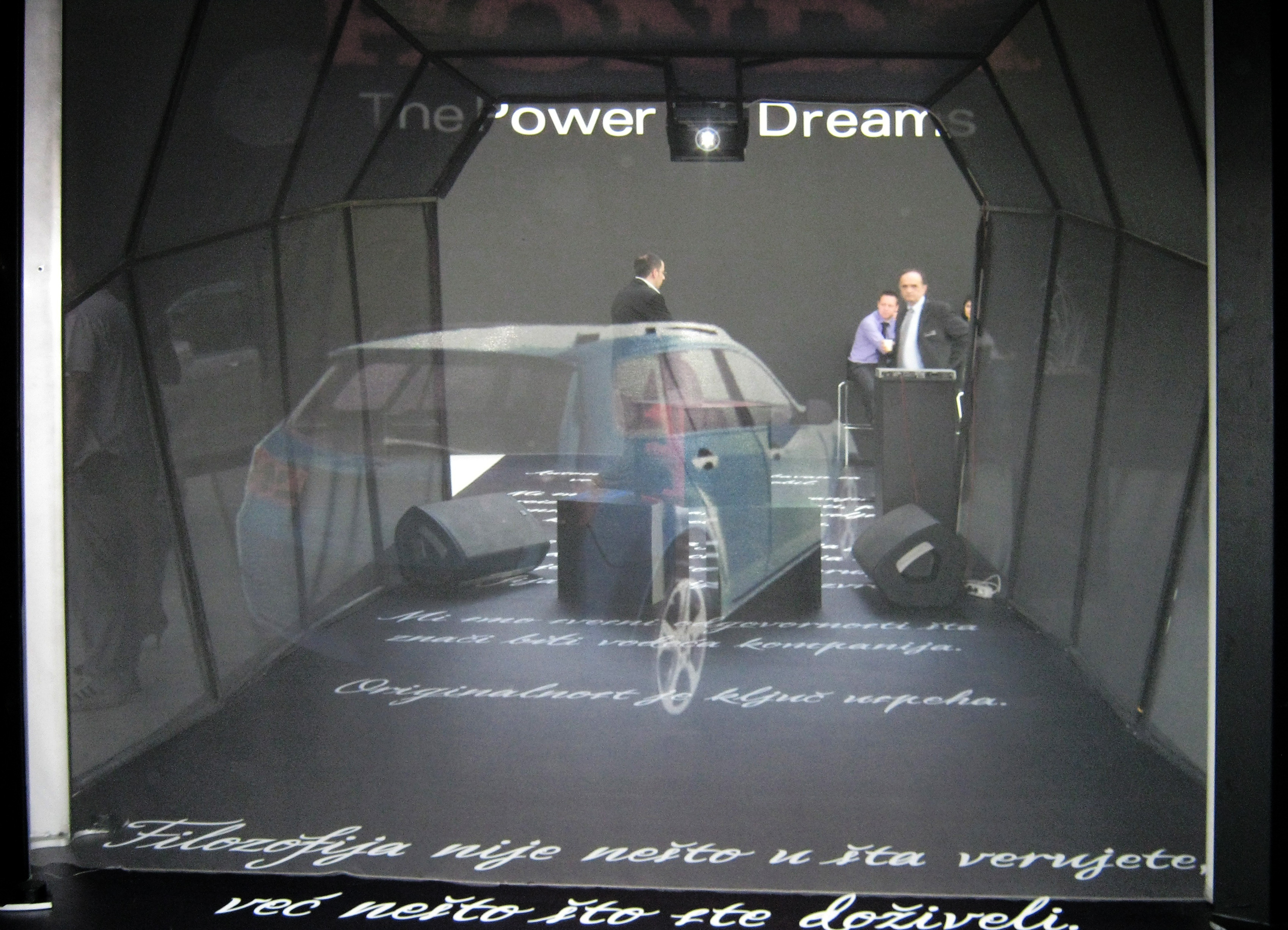
2011년 세르비아의 국제 모터쇼에서 이용된 유사홀로그램 영상.

홀로그래피(Holography)란, 두 개의 렌즈가 서로 만나 일으키는 빛의 간섭 현상을 이용하여 입체 정보를 기록하고 재생하는 기술을 의미한다. 또한 홀로그램(Hologram)은 그 기술로 촬영된 것을 가리킨다. 홀로그램이란, '완전함' 혹은 '전체'라는 뜻의 'Holo'와 '메시지', '정보'라는 뜻의 'Gram'이 합쳐진 말이다.
기본 원리 자체는 이미 1947년에 고안되었으나 실제 산업적 이용은 1983년 마스터카드에서 위조 방지를 위해 도입하며 본격 시작되었고, 소프트웨어의 복제방지를 비롯해 지폐 또는 서류의 위조방지 등을 위해 널리 사용되어 왔다.

## 원리

홀로그래피의 기록 방법

홀로그래피의 파원(波源)으로서는 일반적으로 레이저 광이 많이 사용되고 있다. 그것은 레이저가 현재로서는 인류가 만들어 낼 수 있는 유일하게 코히런트(coherent)한 광원이기 때문이다. 파동의 공간적 퍼짐이 균일하고 위상이 규칙성을 가지고 있는 상태를 코히런트(coherent)라고 한다.
코히런트한 빛이란, 빛의 파장(주파수)과 위상이 매우 정돈된 파를 말한다. 조용한 수면에 돌을 하나 던졌을 때, 수면에 번져 가는 물결과 같은 것이다. 이에 비하여 태양이나 형광등, 백열등 등의 빛은 불규칙하고 코히런트하지 않다. 수면에 많은 돌을 어지럽게 던졌을 때의 물결과 같은 것이다. 코히런트한 물결은 음파나 전파로는 쉽게 만들 수 있었지만, 빛의 영역에서는 레이저가 발명되기까지는 실현되지 못했었다.
동일한 파의 진로에 물체가 있으면, 파는 물체의 표면에서 반사되어 원래의 빛과 만나 간섭 무늬를 만든다. 이 간섭 무늬의 패턴은 물체 표면에서의 거리에 의하여 결정된다. 다시 말해서 간섭 무늬에는 물체의 정보가 기록되어 있다. 그래서 적당한 장소에 사진 필름을 놓고 노광(露光)하면 필름면에 간섭 무늬가 기록된다.

레인보우 홀로그램을 만드는 방법

현상한 필름에는 물체의 상이 보이지 않는다. 여기에 코히런트한 빛(참조광(參照光))이나 일반 백색광을 같은 각도로 통과시키면 필름상의 간섭 무늬로 빛이 회절하여 똑같은 무늬가 재현된다. 이것을 필름을 통해서 보면 물체의 입체상이 보이는 것인데 이와 같은 필름을 홀로그램이라 한다.
홀로그램은 여러 조각으로 나눌 경우에도 각각의 조각에서도 전체 상을 재현할 수 있다. 조각이 작아질수록 상은 점점 희미해진다.
동일한 파라면 음파에서나 전파에서도 같은 현상이 일어난다. 탁한 물 속에 있는 물체의 모양을 측정하는 데에 코히런트한 초음파를 사용하는 연구도 진행되고 있다.

## 역사
홀로그래피의 원리는 1947년에 데니스 가보르가 고안하였다. 가보르는 수은등 빛을 핀 홀(아주 작은 구멍)에 통과시킴으로써 되도록 간섭성이 좋은 광원을 얻으려고 하였다. 그러나 얻어진 상은 매우 희미한 이중상(二重像)일 뿐이어서 많은 사람들의 관심을 불러 일으키지는 못하였다. 코히런트한 광원이 얻어진 것은 1960년대에 들어서서 T. 메이먼이 레이저를 발명한 후의 일이다. 이어서 레이저 광을 연속적으로 발진하는 헬륨 네온 레이저가 개발되었다.
1962년에는 E. N. 리스와 J. 우파트니크가 참조광을 이용하는 이광속법(二光束法)을 고안, 연구는 급속히 진전되었다. 가보르는 1971년에 노벨물리학상을 수상하였다.

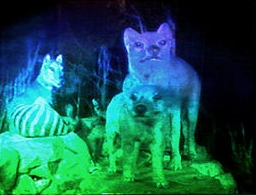
레인보우 홀로그램

오늘날 많이 사용되는 레인보우 홀로그램은 1968년에 미국의 물리학자 스티븐 벤턴(Stephen Benton, 1941–2003)에 의해 개발됐다. 레인보우 홀로그램은 좁은 간격의 슬릿(slit)을 물체의 상과 같이 기록하고, 재생할 때에는 홀로그램 앞에 슬릿의 영상이 같이 재생되어 이 슬릿을 통해 물체의 상을 관찰하는 방식이다. 이 방식은 상이 밝고 컬러로 재현된다는 장점이 있다.
오늘날 신용카드에 사용되는 홀로그램이 바로 레인보우 홀로그램이다. 1983년 마스터카드(MasterCard International)가 처음으로 홀로그램을 신용카드의 위조 방지 장치로서 도입했고, 그 이듬해에 Visa도 비둘기 문양 홀로그램을 선보여 유명세를 탔다.

## 홀로그램의 종류
홀로그램의 종류는 크게 다음과 같이 나뉜다.
- 대상을 입체영상으로 찍어내는 사진술인 아날로그 홀로그램
- 대상에 반사된 빛을 디지털로 재현하는 디지털 홀로그램
- 초다시점 입체영상 및 반투과형 스크린 투영 영상 등의 유사 홀로그램

유사 홀로그램은 실제의 홀로그램이 아닌 눈속임에 가깝기 때문에 기술적으로는 홀로그램으로 보지 않으나, 엔터테인먼트 등의 응용분야에서는 홀로그램의 범주에 포함시키고 있다. 즉 유사 홀로그램은 본래의 정의와는 다른, 산업 분야에서의 분류인 셈이다. 다만 안경을 써야 보이는 입체영상은 홀로그램의 범주에 넣지 않는다.

## 응용분야

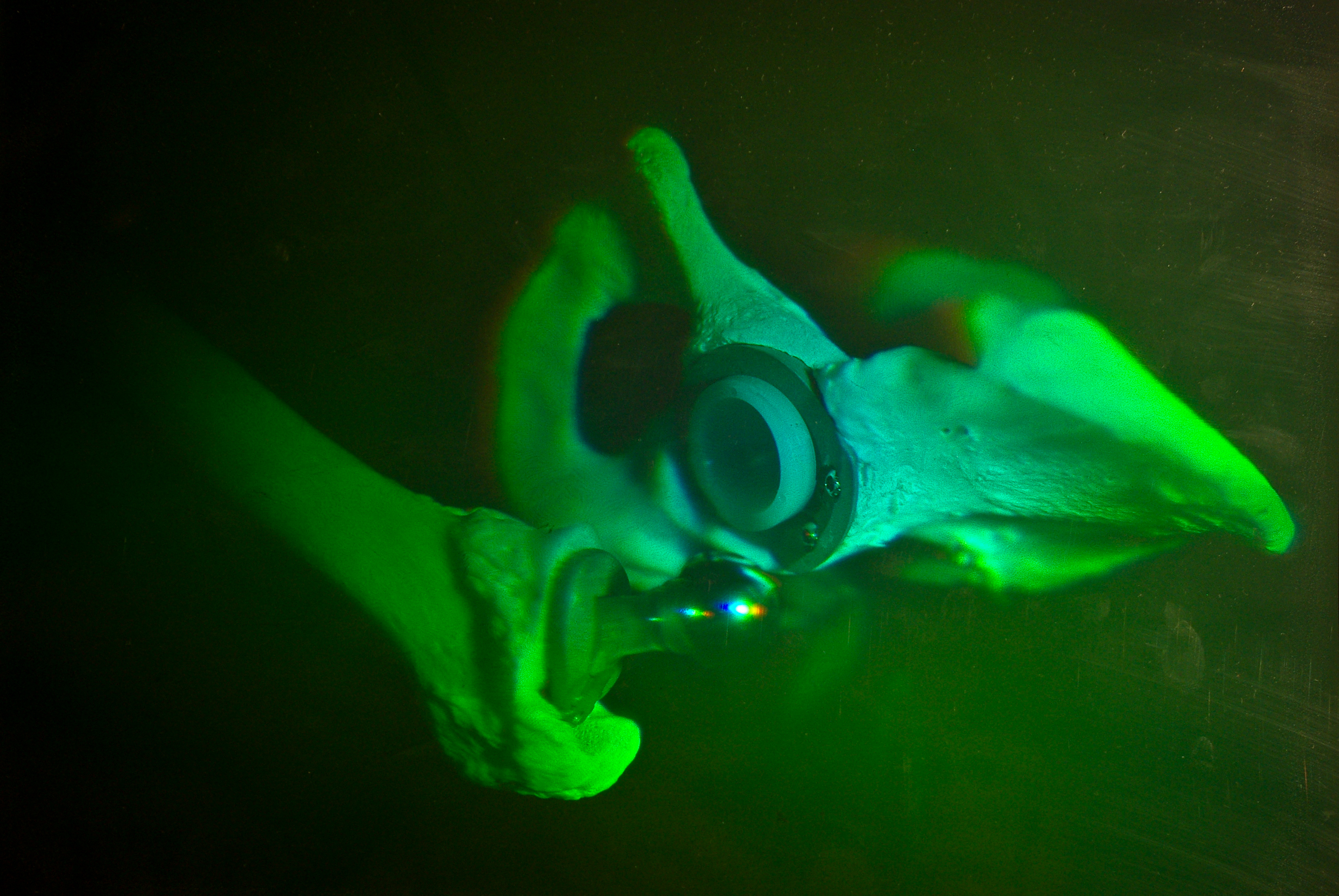
홀로그램으로 시각화한 인공관절 영상

인체와 기계의 정밀 진단에서 자연과 문화의 입체 보존, 엔터테인먼트까지 홀로그래피의 응용 범위는 매우 넓다.

### 의료
의료 분야에서는 X선이나 초음파를 사용해서 찍은 단층 사진을 입체 화상화(畵像化)하려는 연구가 진행되고 있다. 현재 의사들은 여러 장의 환부 단층 사진을 보면서, 머리 속에서 입체상을 만들어 진단하고 있다. 그렇게 해서는 정확한 진단을 내리기 어렵기 때문에 환부의 입체 이미지를 얻기 위해 홀로그램을 이용하는 것이다.
환부의 입체상을 얻는 방법에는 몇 가지가 있다. 먼저 환부 전체를 커버하는 CT 화상을 한 장씩 원래의 단층 위치에 놓는다. 여기에 레이저 광을 조사하여 한 장의 홀로그램에 겹쳐서 기록한다. 다른 방법으로는 회전형 X선 촬영 장치를 사용한다. 환부를 360도 방향에서 촬영하여 화상에 레이저 광을 대고 한 장의 홀로그램에 수록하면 된다.

### 계측
공업 분야에서는 홀로그래피를 사용한 정밀 계측이 보급되고 있다. 이 계측법의 중심 기술은 홀로그래피 간섭법이라 불리고 있다. 기계는 사용하면 갖가지 진동과 힘에 의하여 근소하게 변형된다. 변형 전후의 기계와 재료 등을 레이저로 조사하여 얻어진 간섭 무늬를 한 장의 홀로그램에 2중 기록한다. 이렇게 만들어진 재생상(再生像)에는 변형의 정도에 대응한 간섭 패턴이 나타난다. 변형의 양을 빛의 파장의 정밀도로 측정할 수 있는 것이다.
종래의 간섭 측정법에서는 유리나 잘 닦은 금속면과 같이 빛을 반사하는 면 이외에는 측정할 수 없었다. 그러나 홀로그래피 간섭법에서는 빛을 반사하지 않는 것이라도 측정할 수가 있다. 게다가 작동중인 선반이라든가 엔진 등 기계 그 자체를 정밀 측정할 수 있다는 이점이 있다.

### 설계
건축, 토목과 자동차의 설계분야에서는 컴퓨터에 기계와 건물의 여러 요소를 입력하여 여러 각도에서 본 대상물의 모습을 계산시킨다. 나온 입체 화상을 CRT(브라운관)에 표시하여 검토한다. 이것은 흔히 쓰이고 있는 수법으로 이것을 더욱 입체화시키는 것이다. 기계와 건물의 완전한 축소판을 만들어 입체 영상화하면 보다 세밀하게 검토할 수 있다. CRT 표시에 따르는 비틀림과 2차원 표시의 불충분한 점을 보완할 수 있다.

### 기록 및 보존

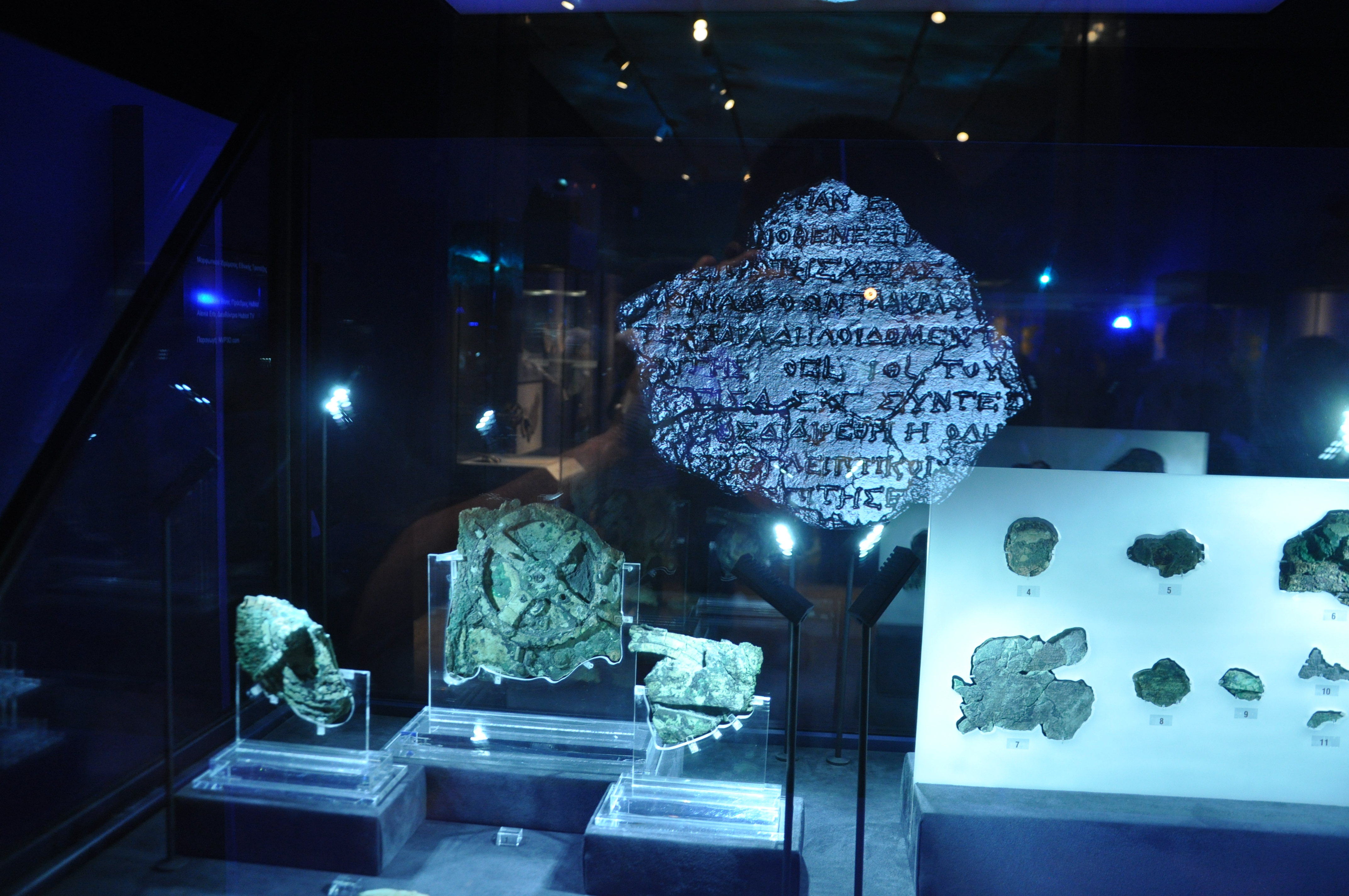
폴란드의 국립박물관에서 유사홀로그램으로 재현한 고대 유물이 전시되어 있다

컴퓨터에 의한 데이터 뱅크의 범위는 더욱더 확대되고 있는데, 이 분야에서도 홀로그래피가 하는 역할은 크다. 예컨대 미술 공예품·건조물·정원·경관 등 역사상 중요한 문화재라든가 자연의 기록,보존이 있다. 문자·사진·도면·모형 등으로써 후세에 전하는 것이 불가능한 것을 간결하게 기록할 수가 있다.

### 엔터테인먼트
엔터테인먼트 분야에서는 이미 홀로그램 기술과 유사한 기술을 이용한 공연이 실행되고 있다. 2012년 힙합 가수 스눕 독의 공연에서는 유사홀로그램을 이용해 16년 전에 사망한 힙합 가수 투팍을 실제 공연하는 것처럼 연출한 적이 있다. 2014년 빌보드 뮤직 어워드에서는 유사홀로그램을 이용해 사망한 가수 마이클 잭슨이 무대 위에서 공연하는 모습을 연출한 바 있다.
다만 현재 사용되고 있는 이러한 기술은 진짜 홀로그램은 아니다. 폴리에스테르 필름으로 된 투명한 스크린을 무대 위에 설치하고, 관객은 스크린에 반사된 영상을 보는 것이다. 3차원 공간에 나타나는 홀로그램이 아니라 단순한 눈속임이기 때문에, 이와 같은 것들을 유사홀로그램이라고 부른다.

## 홀로그램 산업

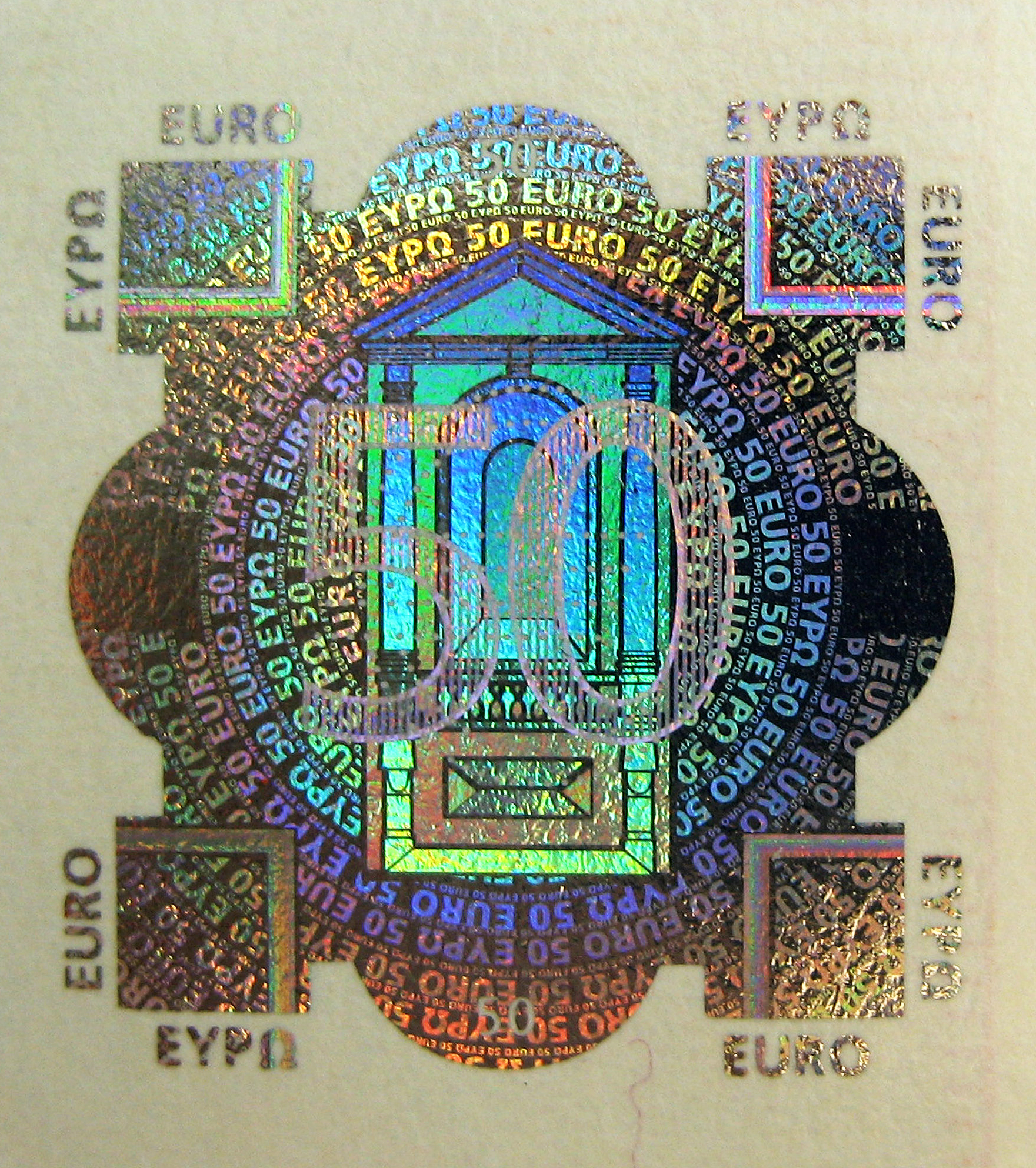
유로화 지폐에 사용된 아날로그 홀로그램

### 시장 규모
미래창조과학부 조사에 따르면 전 세계 홀로그램 관련 시장 규모는 총 17조 3050억원 규모이다. 다만 이 시장규모는 얇은 필름으로 입체영상을 구현하는 아날로그 홀로그램이 사실상 전부이며 디지털 홀로그램을 이용한 완전한 입체영상은 아직 시장을 형성하고 있지 않다.

### 발전의 전망
홀로그램 시장은 기술이 발전하면서 연평균 13%씩 지속적으로 성장하여 2020년 35조원, 2025년 75조원 규모로 성장할 것으로 전망된다. 이에 각국의 기업에서는 홀로그램 기술에 많은 투자를 하고 있으며, 대한민국 정부에서도 창조경제의 9대 전략산업 중 하나인 실감형 콘텐츠 분야로 홀로그램을 집중육성한다는 계획이다.
현재 실제의 홀로그램을 이용한 완전 입체 영상 기술은 초보단계이고, 완전한 입체의 디지털 홀로그램 제작까지에는 아직 갈길이 멀다는 의견이 대세이다. 홀로그램은 미래창조과학부 ‘ICT R&D 중장기전략’의 10대 핵심기술 중 하나로 선정된 바 있는데, 이 정책에서 아날로그 홀로그램과 유사홀로그램을 포함시킨 것이 그러한 현실을 반영한다.
따라서 홀로그램 시장의 발전은 완전한 디지털 홀로그램이 기술적으로 완성될 때까지 아날로그 홀로그램을 이용한 콘텐츠(예를 들면 홀로그램 사진 기술을 이용한 그림책 등)과 유사 홀로그램을 이용한 공연 등으로 단계적으로 성장할 것으로 보인다.

### 관련 기업

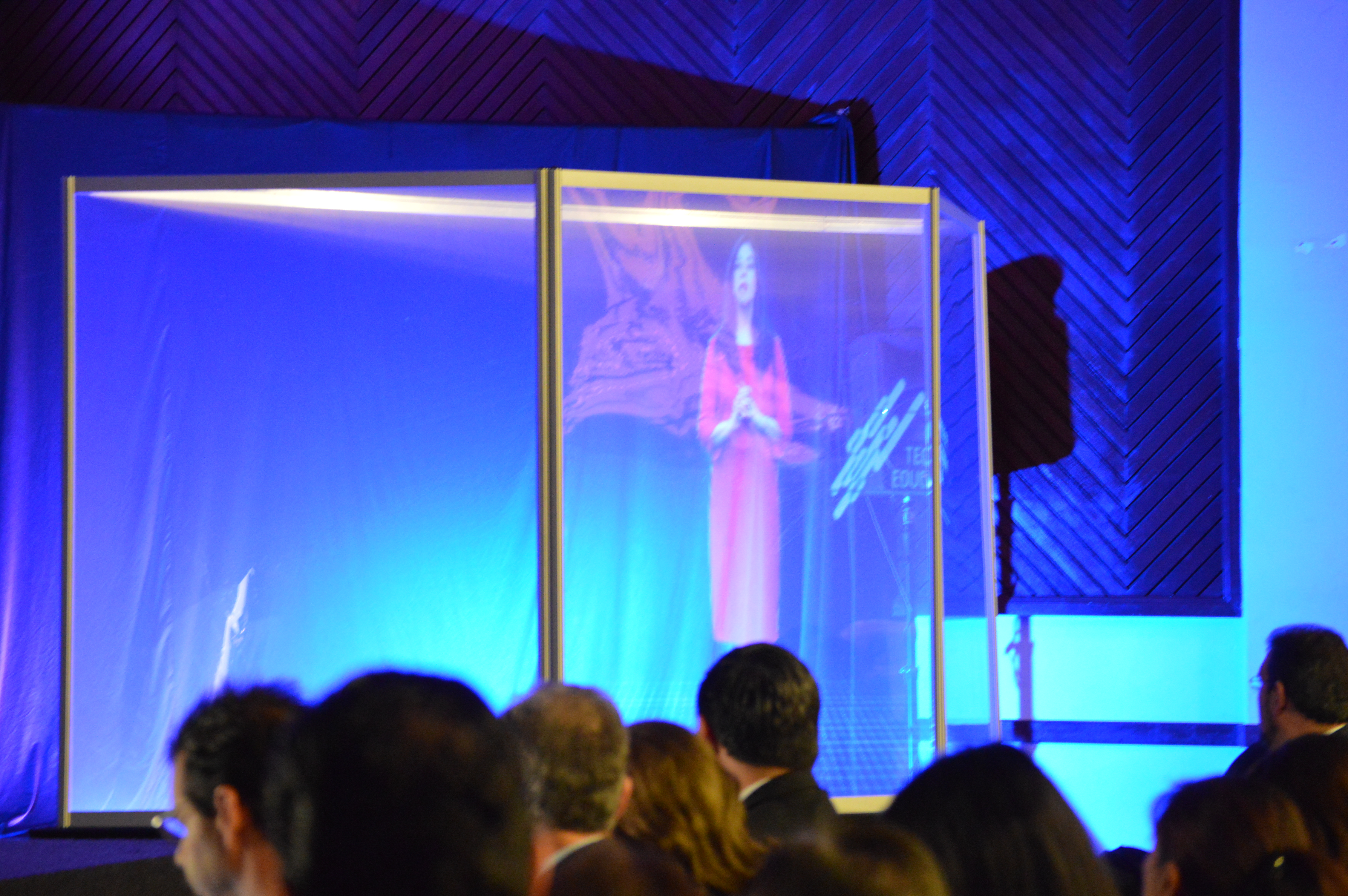
공연 등에 사용되는 유사홀로그램

유사홀로그램 기술을 산업적으로 응용한 대표적인 기업으로는 미국의 디지털도메인이 있다. 2012년 투팍의 홀로그램 공연 이후, 그 공연의 홀로그램에 관여한 디지털도메인의 주가가 3일간 20%나 상승한 일이 있다. 그러나 이는 실제의 홀로그램이 아닌 유사홀로그램을 이용한 쇼였기 때문에, 이러한 주가 상승은 단지 해프닝일 뿐이라는 비판을 받았다. 대한민국에서도 유사홀로그램을 이용한 공연이 기획중인데, KT가 와이지엔터테인먼트와 손잡고 공연콘텐츠를 개발 계획 중에 있다.
아날로그 홀로그램 기술은 라미네이팅 및 전사 기술과 관련이 깊다. 대한민국에서는 지엠피가 홀로그램을 인쇄하는 라미네이터를 생산하고 있고, 한국큐빅 등 전사 관련 회사가 아날로그 홀로그램 특허를 출원한 바 있다.
360도 어디에서도 볼 수 있는 디지털 홀로그램은 아직 상업화되지 않았지만, 디스플레이 회사들을 중심으로 유사홀로그램을 상용화하고자 하는 연구가 진행중에 있다. 일본 파나소닉의 '플로팅 인터렉티브 디스플레이(Floating interactive Display)'는, 유사홀로그램을 디스플레이에 적용해 안경 없이 입체영상을 볼 수 있게 만드는 기술을 미국 라스베이거스에서 열린 CES 2014에서 선보인 바 있다.

## 같이 보기
- 홀로포닉스
- 3차원 디스플레이
- 홀로그래픽 디스플레이